# Kataya Vema Reddy
Kataya Vema Reddy (virrei 1395-1403, rei a Rajahmundry 1403-1414) fou comandant en cap (senapati) de Kumaragiri Reddy al que va acabar succeint com a rei al regne Reddy de Rajahmundry. Abans va dirigir de facto el govern de Kondavidu, ja que el rei va abandonar el govern per dedicar-se als plaers.
Va dirigir pel seu parent un fort exèrcit contra el rei de Vijayanagar, Harihara II, que va envair el regne dels Reddy I va ocupar Tripurantakam i Vinukonda. En la batalla que va seguir les forces de Vijayanagar van patir una derrota severa. Finalment les dues parts van arribar a un compromís i van decidir aliar-se contra els seus comuns arxienemics, els sultans bahmànides i els Nayaks Recherles Velames de Rachakonda que s'havien aliat. L'aliança fou reforçada amb el matrimoni de la filla de Harihara II de Vijayanagar amb el fill de Kataya Vema Reddy (anomenat també Kataya); Harihara II retornava Tripurantakam i Vinukonda, però conservava Srisailam. Kataya Vema va suprimir els caps Padmanayaka i Velames de Telangana i es va embarcar en una extensa campanya cap a l'est. Va poder ajudar a Vema Reddy i Dodda Reddy, els dos prínceps de Rajahmundry, va dirigir les seves forces cap a Simhachalam que va annexionar al regne Reddy. Després va incorporar la part oriental del regne, Rajamahendravara (Rajahmundry) Rajya, que va declarar província dels Reddys de Kondavidu. Kumaragiri va conferir el rang de virrei d'aquest territori a Kataya Vema el 1395. Aquesta divisió del regne va crear descontentament. Pedakomati Vema Reddy es va rebel·lar. El rei nominal Kumagiri Reddy no va poder resistir i va abandonar Kondavidu refugiant-se amb Kataya a Rajahmundry, on va morir uns mesos després. Llavors Pedakomati Vema Reddy es va proclamar rei a Kondavidu, i Kataya Vema Reddyu en resposta es va fer independent a Rajahmundry.
Pedakomati Vemareddy va lliurar la batalla de Gundugolunu contra Kataya Vema Reddy el 1414 en la que Kataya Vema fou mort pel general de Pedakomati, Gajarao Tipparao. Kataya Vema va tenir un fill de nom Kumaragiri Reddy II, que el va succeir efímerament a Rajahmundry, quan tenia 10 anys.